# Hammer to Fall
Hammer to Fall je singl britské rockové skupiny Queen. Píseň složil roku 1984 kytarista skupiny Brian May a tentýž rok kapela píseň vydala na jejich nejúspěšnějším a v pořadí jedenáctém studiovém albu The Works. Píseň si mimo jiné našla své místo i v repertoáru skupiny Queen na legendárním charitativním koncertě Live Aid z roku 1985, nebo v kompilačním albu Greatest Hits II. Ze skladby se také stala stálice v klasickém setlistu pro turné The Works Tour (1984) a následující Magic Tour (1986).

## Videoklip
Oficiální videoklip k písni režíroval David Mallet. Video obsahuje obrazový záznam z koncertu v rámci The Works Tour, kdy Queen zrovna Hammer to Fall hráli.

## Živá vystoupení
Queen tuto skladbu hráli živě mezi lety 1984 – 1986. Stala se součástí klasického setlistu na The Works Tour a Magic Tour. Pochopitelně nejúžasnější záznam živého předvedení této písně pochází z megakoncertu Live Aid z roku 1985, kdy ji Queen hráli před celým vyprodaným stadionem Wembley.

## Umístění na hudebních žebříčcích
| Žebříček (1984)                             | Místo |
| ------------------------------------------- | ----- |
| Austrálie (Kent Music Report)               | 55    |
| Polsko (Lista Przebojów Programu Trzeciego) | 24    |
| Jižní Afrika                                | 3     |
| Velká Británie (UK Singles Chart)           | 13    |

| Žebříček (1992)                  | Místo |
| -------------------------------- | ----- |
| Velká Británie (Mainstream Rock) | 35    |

| Žebříček (2018)                                           | Místo |
| --------------------------------------------------------- | ----- |
| Velká Británie (Hot Rock Songs) verze z koncertu Live Aid | 23    |

## Obsazení nástrojů
- Freddie Mercury – hlavní zpěv
- Brian May – elektrická kytara (Red Special), doprovodné vokály
- Roger Taylor – bicí, doprovodné vokály
- John Deacon – basová kytara